# Englische Cricket-Nationalmannschaft in Sri Lanka in der Saison 2019/20
Die Tour der englischen Cricket-Nationalmannschaft nach Sri Lanka in der Saison 2019/20 sollte vom 19. März bis zum 31. März 2020 stattfinden. Die internationale Cricket-Tour ist Bestandteil der Internationalen Cricket-Saison 2019/20 und umfasst zwei Tests. Nachdem England zwei Tourspiele ausgetragen hatte, wurde die Tour am 13. März 2020 wegen der COVID-19-Pandemie abgesagt.

## Vorgeschichte
Sri Lanka spielte zuvor eine Tour gegen die West Indies, England eine Tour in Südafrika.
Das letzte Aufeinandertreffen der beiden Mannschaften bei einer Tour fand in der Saison 2018/19 in Sri Lanka statt.

## Stadien
Die folgende Stadien wurden für die Tour als Austragungsorte vorgesehen.
| Stadion                            | Stadt   | Kapazität | Spiele  |
| ---------------------------------- | ------- | --------- | ------- |
| Sinhalese Sports Club Ground (SSC) | Colombo | 10.000    | 2. Test |
| Galle International Stadium        | Galle   | 35.000    | 1. Test |

## Kaderlisten
England benannte seinen Kader am 11. Februar 2020.
| Test | Test |
| Sri Lanka | England |
| --- | --- |
| - Dimuth Karunaratne (K) - Dinesh Chandimal - Dhananjaya de Silva - Niroshan Dickwella (wk) - Lasith Embuldeniya - Oshada Fernando - Vishwa Fernando - Lahiru Kumara - Wanindu Hasaranga - Suranga Lakmal - Angelo Mathews - Kusal Mendis - Dilruwan Perera - Kusal Perera - Kasun Rajitha - Lakshan Sandakan | - Joe Root (K) - Ben Stokes (VK) - Dominic Bess - Stuart Broad - Jos Buttler (wk) - Zak Crawley - Sam Curran - Joe Denly - Ben Foakes - Keaton Jennings - Jack Leach - Saqib Mahmood - Matthew Parkinson - Ollie Pope - Dom Sibley - Chris Woakes - Mark Wood |

## Tour Match
| 7.–9. März Scorecard | Katunayake | England 316 (85.3) & 320-7 (79.1) | – | Sri Lanka Board President’s XI 245 (80) |
|                      |            | Remis                             |   |                                         |

| 12. – 15. März Scorecard | Colombo (PSS) | England 463 (117.4) | – | Sri Lanka Board President’s XI 150-3 (40) |
|                          |               | Remis               |   |                                           |

## Tests

### Erster Test in Galle
| 19. – 23. März Scorecard | Galle | Sri Lanka      | – | England |
|                          |       | Spiel abgesagt |   |         |

### Zweiter Test in Galle
| 27. – 31. März Scorecard | Colombo (SSC) | Sri Lanka      | – | England |
|                          |               | Spiel abgesagt |   |         |